# هند بنت عتبة
هند بنت عتبة العبشمية القرشية الكنانية، أبوها عتبة بن ربيعة سيد من سادات قريش وبني كنانة، المعروف بحكمته وسداد رأيه. وهي إحدى نساء العرب اللاتي كانت لهن شهرة عالية قبل الإسلام وبعدهُ. زوجة أبي سفيان بن حرب، وأم الخليفة الأموي معاوية بن أبي سفيان. وكانت امرأةً لها نَفسٌ وأنفة، ورأي وعقل. شهدت أحداً مع المشركين ولم تكن أسلمت بعد، ويروى أنها مثلت بحمزة بن عبد المطلب عم رسول الله محمد لكن الرواية لا تصح.
كانت هند من النسوة الأربع اللواتي أهدر الرسول دماءهن يوم فتح مكة، ولكنه عفا وصفح عنها حينما جاءته مسلمة تائبة حيث أسلمت يوم فتح مكة بعد إسلام زوجها أبي سفيان بليلة.

## نسبها
- هي: هند بنت عتبة بن ربيعة بن عبد شمس بن عبد مناف بن قصي بن كلاب بن مرة بن كعب بن لؤي بن غالب بن فهر بن مالك بن النضر بن كنانة بن خزيمة بن مدركة بن إلياس بن مضر بن نزار بن معد بن عدنان.[5]
- أمها: صفية بنت بن أمية بن حارثة بن الأوقص بن مرة بن هلال بن فالج بن ذكوان بن ثعلبة بن بهثة بن سُلَيم بن منصور بن عكرمة بن خصفة بن قيس عيلان بن مضر بن نزار بن معد بن عدنان.[6]

## إخوتها وأخواتها
- الوليد بن عتبة بن ربيعة قتل يوم بدر مع والده وعمه.
- أبو حذيفة بن عتبة.
- أم أبان بنت عتبة بن ربيعة.
- أبو هاشم بن عتبة بن ربيعة.
- فاطمة بنت عتبة بن ربيعة.
- عاتكة بنت عتبة بن ربيعة.

## أولادها
- أبان بن حفص بن المغيرة المخزومي القرشي
- معاوية بن أبي سفيان بن حرب الأموي القرشي
- عتبة بن أبي سفيان بن حرب الأموي القرشي
- أم الحكم بنت أبي سفيان بن حرب الأموي القرشي
- جويرية بنت أبي سفيان بن حرب الأموي القرشي

## زواجها
تزوجت هند في الجاهلية على إحدى الروايات من حفص بن المغيرة بن عبد الله المخزومي القرشي، وأنجبت منه ابنها أبان بن حفص. وفي رواية أخرى أنها تزوجت الفاكه بن المغيرة بن عبد الله المخزومي القرشي ثم تطلقت منه للقصة المشهورة،  ثم خطبها سهيل بن عمرو العامري القرشي وأبو سفيان الأموي القرشي فتزوجت أبا سفيان.

### قصتها مع الفاكه بن المغيرة
كان للفاكه بن المغيرة بن عبد الله المخزومي القرشي بيت للضيافة يغشاه الناس فيه بلا إذن، فقام يوماً في ذلك البيت، وهند زوجته معه، ثم خرج عنها وتركها نائمة، فجاء بعض من كان يغشى البيت فلما وجد المرأة نائمة ًولى عنها. فاستقبله الفاكه بن المغيرة، فدخل على هند وأنبهها، وقال: من هذا الخارج من عندك؟ قالت: والله ما انتبهت حتى أنبهتني، وما رأيت أحداً قط. قال: الحقي بأبيك. وخاض الناس في أمرهم. فقال لها أبوها: يا بنية: أنبئيني شأنك، فإن كان الرجل صادقاً دسست عليه من يقتله فينقطع عنك العار، وإن كان كاذباً حاكمته إلى بعض كهان اليمن: قالت: والله يا أبت إنه لكاذب. فخرج عتبة، فقال: إنك رميت ابنتي بشيء عظيم، فإما أن تبين ما قلت، وإلا فحاكمني إلى بعض كهان اليمن. قال: ذلك لك. فخرج الفاكه في جماعة من رجال قريش، ونسوة من بني مخزوم، وخرج عتبة في رجال ونسوة من بني عبد مناف، فلما شارفوا بلاد الكاهن تغير وجه هند، وكسف بالها. فقال لها أبوها: أي بنية، ألا كان هذا قبل أن يشتهر في الناس خروجنا؟ قالت: يا أبت، والله ما ذلك لمكروه قبلي، ولكنكم تأتون بشراً يخطئ ويصيب، ولعله أن يسمني بسمة تبقى على ألسنة العرب. فقال لها أبوها: صدقت، ولكني سأخبره لك. فصفر بفرسه، فلما أدلى، عمد إلى حبة بر فأدخلها في إحليله، ثم أوكى عليها وسار. فلما نزلوا على الكاهن أكرمهم ونحر لهم. فقال له عتبة: إنا أتيناك في أمر قد خبأنا لك خبية، فما هي؟ قال: ثمرة في كمرة. قال: أريد أبين من هذا. قال: حبة بر في إحليل مهر. قال: صدقت فانتظر في أمر هؤلاء النسوة، فجعل يمسح رأس كل واحدة منهن، ويقول: قومي لشأنك، حتى إذا بلغ إلى هند مسح يده على رأسها، وقال: قومي غير رسحاء ولا زانية، وستلدين ملكاً سمى معاوية. فلما خرجت أخذ الفاكه بيدها فنترت يده من يدها، وقالت: والله لأحرصن أن يكون ذلك الولد من غيرك.

### زواجها من أبي سفيان
ذكروا أن هند بنت عتبة بن ربيعة قالت لأبيها: يا أبت، إنك زوجتني من هذا الرجل ولم تؤامرني في نفسي، فعرض لي معه ما عرض فلا تزوجني من أحد حتى تعرض علي أمره، وتبين لي خصاله. فخطبها سهيل بن عمرو وأبو سفيان بن حرب، فدخل عليها أبوها وهو يقول:
قالت: يا أبت، والله ما أصنع بهذا شيئاً، ولكن فسر لي أمرهما وبين لي خصالهما، حتى أختار لنفسي أشدهما موافقة لي. فبدأ يذكر سهيل بن عمرو، فقال: أما أحدهما ففي سطةٍ من العشيرة وثروة من العيش، إن تابعته تابعك، وإن ملت عنه حط عليك، تحكمين عليه في أهله وماله. وأما الآخر فموسع عليه منظور إليه، في الحسب والحسيب، والرأي الأريب، مدره أرومته، وعز عشيرته، شديد الغيرة، كثير الطيرة، لا ينام على ضعة، ولا يرفع عصاه عن أهله. فقالت: يا أبت، الأول سيد مضياع للحرة، فما عست أن تلين بعد إبائها، وتصنع تحت جناحه، إذا تابعها بعلها فأشرت، وخافها أهلها فأمنت، فساءت عند ذلك حالها، وقبح عند ذلك دلالها، فإن جاءت بولد أحمقت، وإن أنجبت فعن خطأ ما أنجبت، فاطو ذكر هذا عني ولا تسمه لي. وأما الآخر فبعل الفتاة الخريدة، الحرة العفيفة، وإني للتي لا أريب له عشيرة فتغيره، ولا تصيبه بذعر فتضيره، وإني لأخلاق مثل هذا لموافقة، فزوجنيه. فزوجها من أبي سفيان. فولدت له معاوية.

## شعرها ورثاؤها
لما كانت وقعة بدر قتل فيها عتبة بن ربيعة، وشيبة بن ربيعة، والوليد بن عتبة، فأقبلت هند بنت عتبة ترثيهم، وبلغها تسويم الخنساء هودجها في الموسم ومعاظمتها العرب بمصيبتها بأبيها عمرو بن الشريد، وأخويها صخر ومعاوية، وأنها جعلت تشهد الموسم وتبكيهم، وقد سومت هودجها براية وأنها تقول : أنا أعظم العرب مصيبة، وأن العرب قد عرفت لها بعض ذلك.
فلما أصيبت هند بما أصيبت به وبلغها ذلك قالت: أنا أعظم من الخنساء مصيبة، وأمرت بهودجها فسوم براية، وشهدت الموسم بعكاظ، وكانت سوقاً يجتمع فيها العرب فقالت: اقرنوا جملي بجمل الخنساء ففعلوا.
فلما أن دنت منها قالت لها الخنساء: من أنت يا أخية؟ قالت: أنا هند بنت عتبة أعظم العرب مصيبة، وقد بلغني أنك تعاظمين العرب بمصيبتك، فبم تعاظمينهم؟ فقالت الخنساء: بعمرو بن الشريد، وصخر، ومعاوية ابني عمرو، وبم تعاظمينهم أنت؟ قالت: بأبي عتبة بن ربيعة، وعمي شيبة بن ربيعة، وأخي الوليد، قالت الخنساء: أو سواء هم عندك، ثم أنشدت الخنساء تقول:
فأجابتها هند:
ومن شعر هند أيضاً في رثاء أبيها عتبة بن ربيعة بعد مقتله يوم بدر:

## هند في الجاهلية
كانت هند امرأة لها نفس وأنفة. شهدت أُحدًا قبل إسلامها، وهي القائلة يومئذ ترتجز [الرجز]:
فلما استُشهِد حمزة بن عبد المطلب مَثَّلت به وشقت بطنه واستخرجت كبده فلاكتها، فلم تطق إسَاغتها، فبلغ ذلك النبي فقال: «لو أساغتها لم تمسها النار». وفي أغلب الروايات إنكار ذلك وأنها ما أكلت كبد حمزة) ولم يكن وحشي غلاما لها، بل كان غلاماً لجبير بن مطعم وهو الذي حرضه على قتل حمزة كما هو ثابت في صحيح البخاري، والثابت أن جسد حمزة قد مُثل به. والقول بأنها مثلت بحمزة بن عبد المطلب، شأنه شأن ما اعتاده نساء الجاهلية من المثلة، وقد كان منها في جاهليتها (قبل إسلامها)، والإسلام يجب ما قبله، وأنها أسلمت وحسن إسلامها حسب ما جاء في الأحاديث المروية عند أهل السنة والجماعة.
وقالوا أرادت بقولها بنات طارق أي: نحن بنات النّجم.

## إسلامها
أسلمت هند يوم فتح مكة حَسُن إسلامها حسب مصادر أهل السنة والجماعة، وفي يوم فتح مكة قالت هند لأبي سفيان: «إني أريد أن أُبايع محمدًا». قال: «قد رأيتك تُكَذِّبِين هذا الحديث أمس!» فقالت: «والله ما رأيت الله عُبِد حَقَّ عبادته في هذا المسجد قبل الليلة. والله إن باتوا إلا مصلين». قال: «فإنك قد فعلت ما فعلت. فاذهبي برجل من قومك معك». فذهبت إلى عثمان بن عفان، وقيل: إلى أخيها أبو حذيفة بن عتبة، فذهب معها فاستأذن لها فدخلت وهي مُنْتَقبة، والرسول يقول: « تُبَايِعِيْنِي عَلَى أَنْ لاَ تُشْرِكِي بِالله شَيْئًا»، فلما قال: « وَلَا يَسْرِقْنَ وَلَا يَزْنِينَ»، قالت هند: «وهل تزني الحرة وتسرق؟» فلما قال: « وَلَا يَقْتُلْنَ أَوْلَادَهُنَّ»، قالت: «ربيناهم صغارًا وَقَتَلتَهم كبارًا»
وشكت إلى رسول الله زوجها أبا سفيان وقالت: «إنه شحيح لا يعطيها من الطعام ما يكفيها وولدها»، فقال لها رسول الله: « خُذِي مِنْ مَالِهِ بِالْمَعْرُوفِ مَا يَكْفِيْكَ وَوَلَدَكِ»، وقال أبو سفيان: «فما أصبت من مالي فهو حلال لك».
وفي رواية أخرى أنه لمّا كان يوم فتح مكة أسلمت هند بنت عتبة ونساء معها، وأتين رسول الله وهو بالأبطح فَبَايَعْنَه، فتكلّمت هند فقالت:«يا رسول الله، الحمد لله الذي أظهر الدين الذي اختاره لنفسه لتنفعني رحمك، يا محمّد إني امرأة مؤمنة بالله مصدّقة برسوله». ثمّ كشفت عن نقابها وقالت: «أنا هند بنت عتبة». فقال رسول الله: « مرحبا بك». فقالت: «والله ما كان على الأرض أهل خباء أحبّ إليّ من أن يذلّوا من خبائك، ولقد أصبحت وما على الأرض أهل خباء أحبّ إليّ من أن يَعزّوا من خبائك». فقال رسول الله: « وزيادة». وقرأ عليهنّ القرآن وبايعهنّ فقالت هند من بينهنّ: «يا رسول الله نماسحك؟» فقال: «إنّي لا أصافح النساء، إنّ قولي لمائة امرأة مثل قولي لامرأة واحدة». ولما أسلمت هند جعلت تَضْرِبُ صنمًا في بيتها بالقدوم حتى فلّذته فلذة فلذة وهي تقول: «كنّا منك في غرور».

## جهادها
شهدت هند معركة اليرموك ضمن جيش المسلمين، وكانت تحرض المسلمين على قتال الروم مع زوجها أبي سفيان وهي تقول: «عضدوا الغلفان بسيوفكم».

## مواقف من حياتها بعد الإسلام
- رُوي أن الخليفة عمر بن الخطاب نهى أبا سفيان بن حرب عن رش باب منزله لئلا يمر الحجاج فيزلقون فيه فلم ينته. ومر عمر فزلق ببابه فعلاه بالدرة وقال:«ألم آمرك أن لا تفعل هذا» فوضع أبو سفيان سبابته على فيه فقال عمر: «الحمد لله الذي أراني أبا سفيان ببطحاء مكة أضربه فلا ينتصر وآمره فيأتمر»، فسمعته هند بنت عتبة فقالت: «أحمده يا عمر فإنك إن تحمده فقد أوتيت عظيماً».[17]
- لما ولى عمر بْن الخطاب يزيد بن أبي سفيان ما ولاه من الشام خرج إليه معاوية، فقال أبو سفيان بن حرب لزوجته هند : «كيف ترين صار ابنك تابعا لابني»، فقالت : «إن اضطرب حبل العرب، فستعلم أين يقع ابنك مما يكون فيه ابني»، فمات يزيد بالشام، فولى عمر معاوية موضعه، فقالت هند لمعاوية : «والله يا بني إنه لقل ما ولدت حرة مثلك، وقد استنهضك هذا الرجل، فاعمل بموافقته أحببت ذلك أم كرهت»، وقال له أبو سفيان : «يا بني إن هؤلاء الرهط من المهاجرين سبقونا، وتأخرنا، فرفعهم سبقهم، وقصر بنا تأخرنا، فصاروا قادة، وصرنا أتباعا، وقد ولوك جسيما من أمورهم، فلا تخالفهم، فإنك تجري إلى أمد فنافس فيه، فإن بلغته أورثته عقبك».[18]
- زار أبو سفيان معاوية بالشام، فلما رجع من عنده دخل على عمر. فقال: أجزنا أبا سفيان. قال: ما أصبنا شيئاً فنجيزك منه. فأخذ عمر خاتمه، فبعث به إلى هند، وقال للرسول: قل لها: يقول لك أبو سفيان: انظري إلى الخرجين الذين جئت بهما فأحضريهما. فما لبث عمر أن أتي بخرجين فيهما عشرة آلاف درهم. فطرحهما عمر في بيت المال. فلما ولي عثمان ردهما عليه. فقال أبو سفيان: ما كنت لآخذ مالاً عابه علي عمر.[19]

## وفاتها
توفيت في بداية عهد عمر بن الخطاب. ومات في نفس يوم وفاتها أبو قحافة والد أبي بكر، وقيل أنها ماتت في خلافة عثمان بن عفان.

## في السينما والتلفزيون
- 1975 : فيلم الرسالة وقامت بدور هند بنت عتبة الممثلة منى واصف...وفي النسخة الانجليزية من نفس الفيلم قامت بالدور نفسه الممثلة اليونانية ايرين باباس.
- 1993 : مسلسل الوعد الحق عن السيرة النبوية بطولة عبد الله غيث وحمدي غيث. وقامت بدور هند بنت عتبة الممثلة سهير المرشدي.
- 2003 : مسلسل رجل الأقدار عن قصة حياة عمرو بن العاص بطولة نور الشريف. وقامت بدور هند بنت عتبة الممثلة جليلة محمود.
- 2006 : مسلسل خالد بن الوليد عن قصة حياة خالد بن الوليد. وقامت بدور هند بنت عتبة الممثلة صبا مبارك في الجزء الأول، والممثلة لورا أبو أسعد في الجزء الثاني.
- 2009 : فيلم الخوافي والقوادم في نصرة الإسلام وقامت بدور هند بنت عتبة الممثلة قمر خلف.
- 2009 : مسلسل صدق وعده وقامت بدور هند بنت عتبة الممثلة نادية عودة.
- 2012 : عمر عن سيرة الفاروق عمر بن الخطاب وقامت بدور هند بنت عتبة الممثلة مي سكاف.
- 2025 : معاوية عن سيرة معاوية بن أبي سفيان وقامت بدور هند بنت عتبة الممثلة سهير بن عمارة.

## وصلات خارجية
- بوابة الشعراء: ديوان هند بنت عتبة